# Тараканів
Тарака́нів — село в Україні, центр Тараканівської сільської громади в Дубенському районі Рівненської області. Населення становить 1734 осіб.

## Географія
Село розташоване на лівому березі річки Ікви.

## Герб
У лазуровому щиті з чорною базою зелене понижене вістря. Поверх усього два золоті гарматні стволи, покладені в косий хрест, які супроводжуються знизу пірамідою зі срібних ядер. У червоній главі срібний лапчастий хрест.

## Історія
Найдавніша писемна згадка датована 1488 роком. В акті сказано, що Гриб Івашевич заставляє маєток «Тороканов» князям Михайлу й Костянтину Острозькому за 80 коп широких грошей.
В описі актів за 1570 рік говориться, що з «Торокан» на Страклів прокладено новий міст, за який потрібно брати мито.
1583 року село належало до волості міста Дубного, яке належало князю Василю Костянтину Острозькому.
Транзакція 1753 року називає село «Тороканов», яке дістається разом з іншими 70 селами у подарунок  князю Станіславу Любомирському від Януша Сангушка.
В документах 1889 року зазначається, що в Тараканові в 1860 році побудована церква Пресвятої Трійці.
У 1906 році село Дубенської волості Дубенського повіту Волинської губернії. Відстань від повітового міста 5 верст, від волості 5. Дворів 57, мешканців 549.
7 (20) листопада 1917 року, відповідно до Третього Універсалу Української Центральної Ради, увійшло до складу Української Народної Республіки.
На 1936 рік село входило до ґміни Дубно Дубенського повіту. 
У 2016 році стало центром Тараканівської ОТГ.
12 червня 2020 року, відповідно до розпорядження Кабінету Міністрів України № 722-р від «Про визначення адміністративних центрів та затвердження територій територіальних громад Рівненської області», увійшло до складу Тараканівської сільської громади.
19 липня 2020 року, в результаті адміністративно-територіальної реформи та ліквідації  Дубенського (1939—2020) району, село увійшло до складу новоутвореного Дубенського району.
22 червня 2023 року рішенням Національної комісії зі стандартів державної мови віднесено до списку населених пунктів, які «можуть не відповідати лексичним нормам української мови», зокрема стосуватися «російської імперської чи колоніальної політики». Громаді рекомендовано обґрунтувати доцільність збереження поточної назви або запропонувати нову назву в установленому законодавством порядку.

## Населення

### Мова
Розподіл населення за рідною мовою за даними перепису 2001 року:
| Мова            | Кількість | Відсоток |
| --------------- | --------- | -------- |
| українська      | 1619      | 99.08%   |
| російська       | 8         | 0.49%    |
| білоруська      | 1         | 0.06%    |
| угорська        | 1         | 0.06%    |
| інші/не вказали | 5         | 0.31%    |
| Усього          | 1634      | 100%     |

## Бібліотека
Бібліотека-філіал с. Тараканів знаходиться на території Тараканівської сільської ради. Обслуговує близько 750 читачів. Книжковий фонд становить 15823 примірники. Розташована в приміщенні сільської ради. Пріоритетним напрямком в роботі бібліотеки є народознавство. Діє інформаційний центр — (ПДГ) Пункт Доступу Громадян.

### Відомі представники
Учасники Другої світової війни
- Бобела Володимир Опанасович народився 9 жовтня 1923 року в с. Мацошин Малий Люблінської області (Польща) . Мобілізований на фронт у 1944році. Воював на території Польщі, Німеччини. 26 квітня 1945 року отримав кульове поранення, лікувався в шпиталі м. Зорау (Німеччина). Демобілізувався у 1946 році. Нагороджений медаллю «За перемогу над Німеччиною», Орденом Слави II ступеня. У 1944 році переїхав проживати до с. Тараканів. Помер 4 серпня 2008 року.
- Поліщук Василь Іванович народився 2 травня 1924 року в с. Тараканів. У травні 1944 року мобілізований на фронт кулеметником. Фронтову дорогу розпочав у Білорусі. Пройшов Латвію, Литву, Естонію. В Естонії був важко поранений в зіницю правого ока. Після трьох місяців лікування визнаний придатним до нестройової служби. Направлений прокладати понтонні мости. В Польщі був вдруге поранений в ногу. Дійшов до Берліна. Нагороджений медалями « За відвагу», «За перемогу над Німеччиною» та Орденом Слави I ступеня.
- Симонович Володимир Семенович (1909—?) — український живописець. Народився в селі.
- Шаповалюк Степан Іванович народився 18 грудня 1926 року в с. Тараканів. Воював на землях Польщі, Чехії, Німеччини. Був поранений. Нагороджений медалями «Георгій Жуков», «Захиснику Вітчизни», ювілейними нагородами. Помер Степан Іванович 24 грудня 2013 року

## Пам'ятки
- Неподалік від села розташована зоологічна пам'ятка природи — урочище «Олександрівка».
- Тараканівський форт.

Заснований в 1895 при російському імператорі Миколі ІІ. Пережив першу громадянську війну, першу та другу світові, радянську епоху, зараз знаходиться у кепському стані. Форт віддано у руки козацтва імені Северина Наливайка. Потребує відновлення.

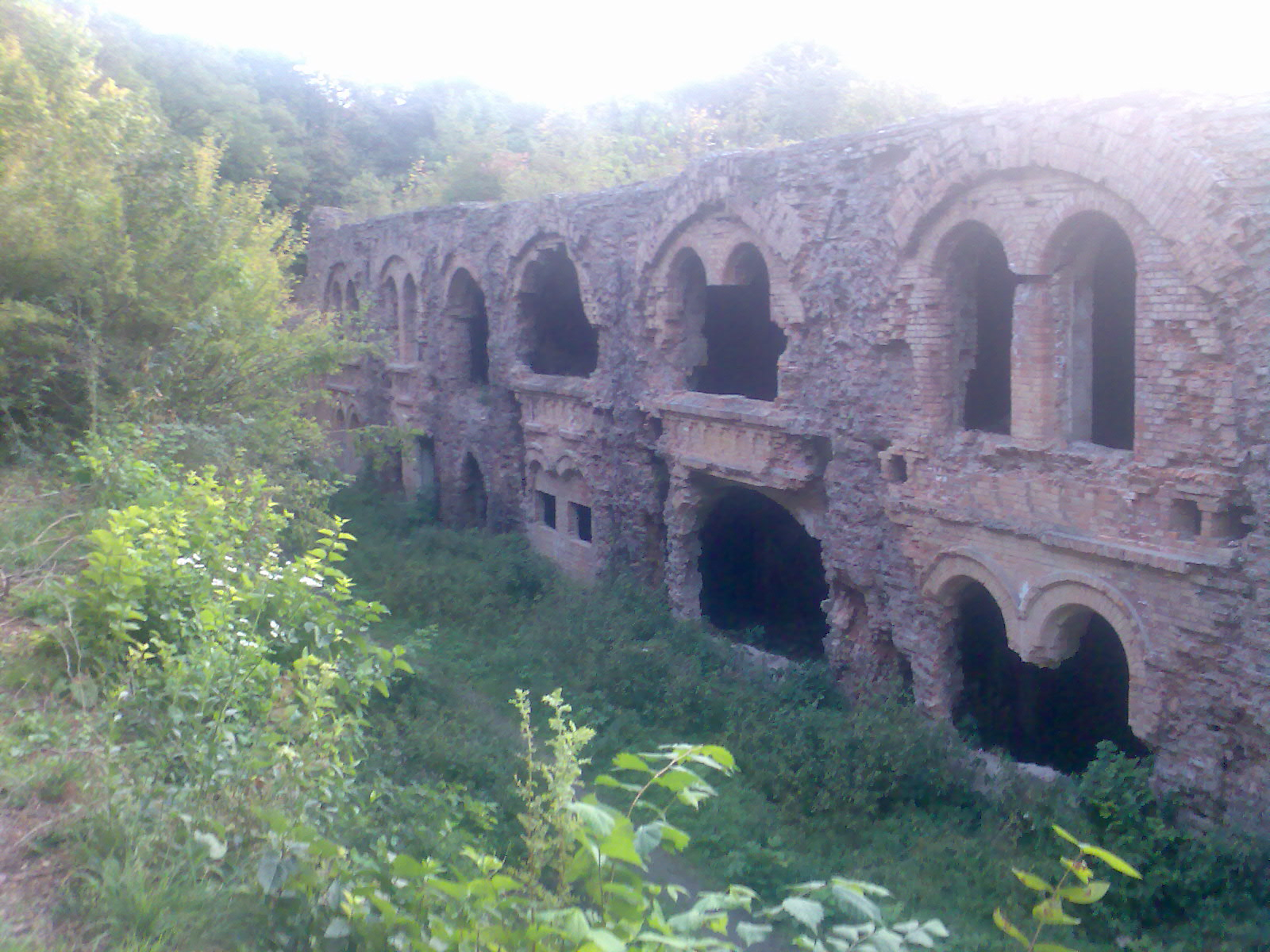
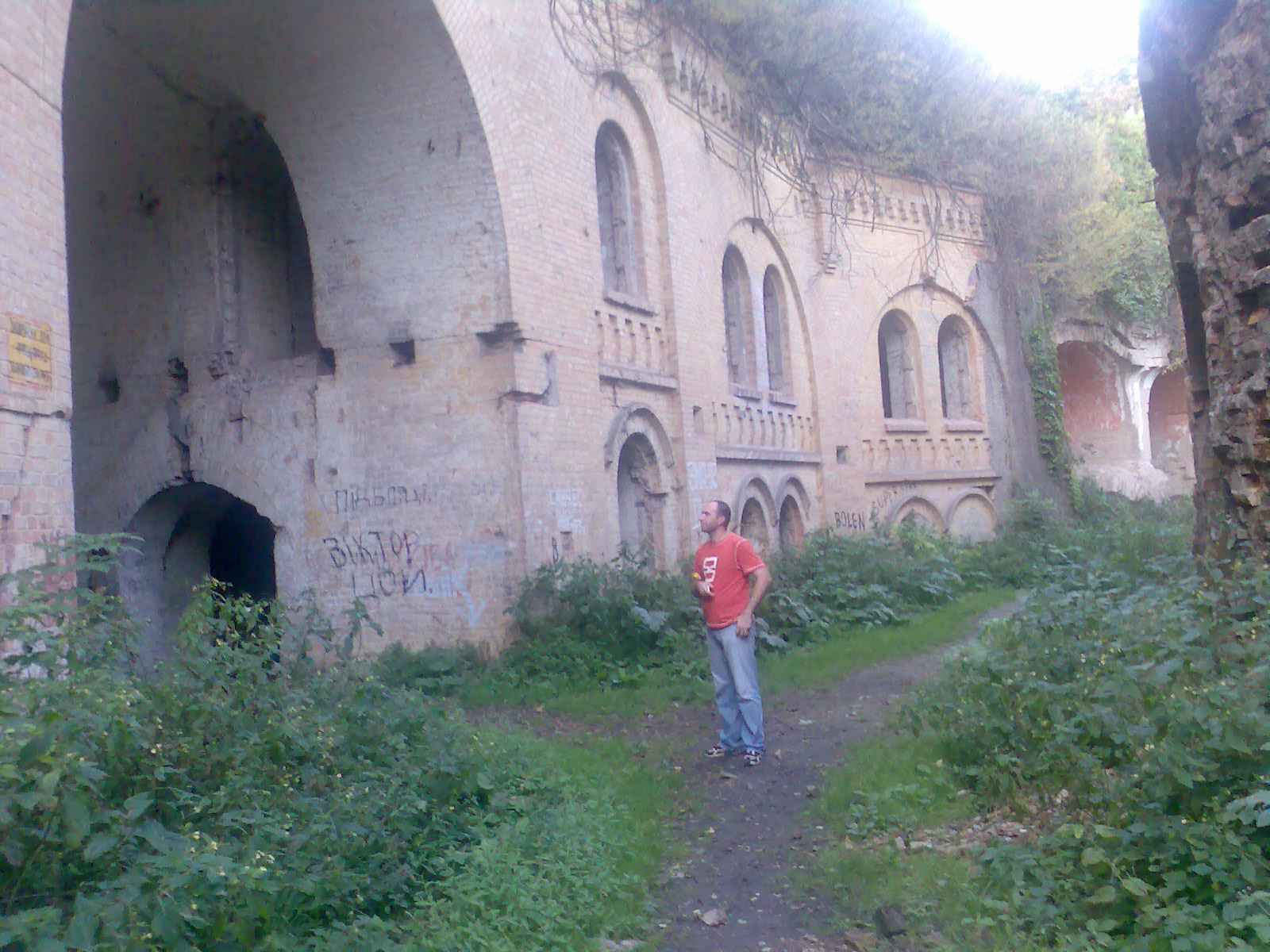
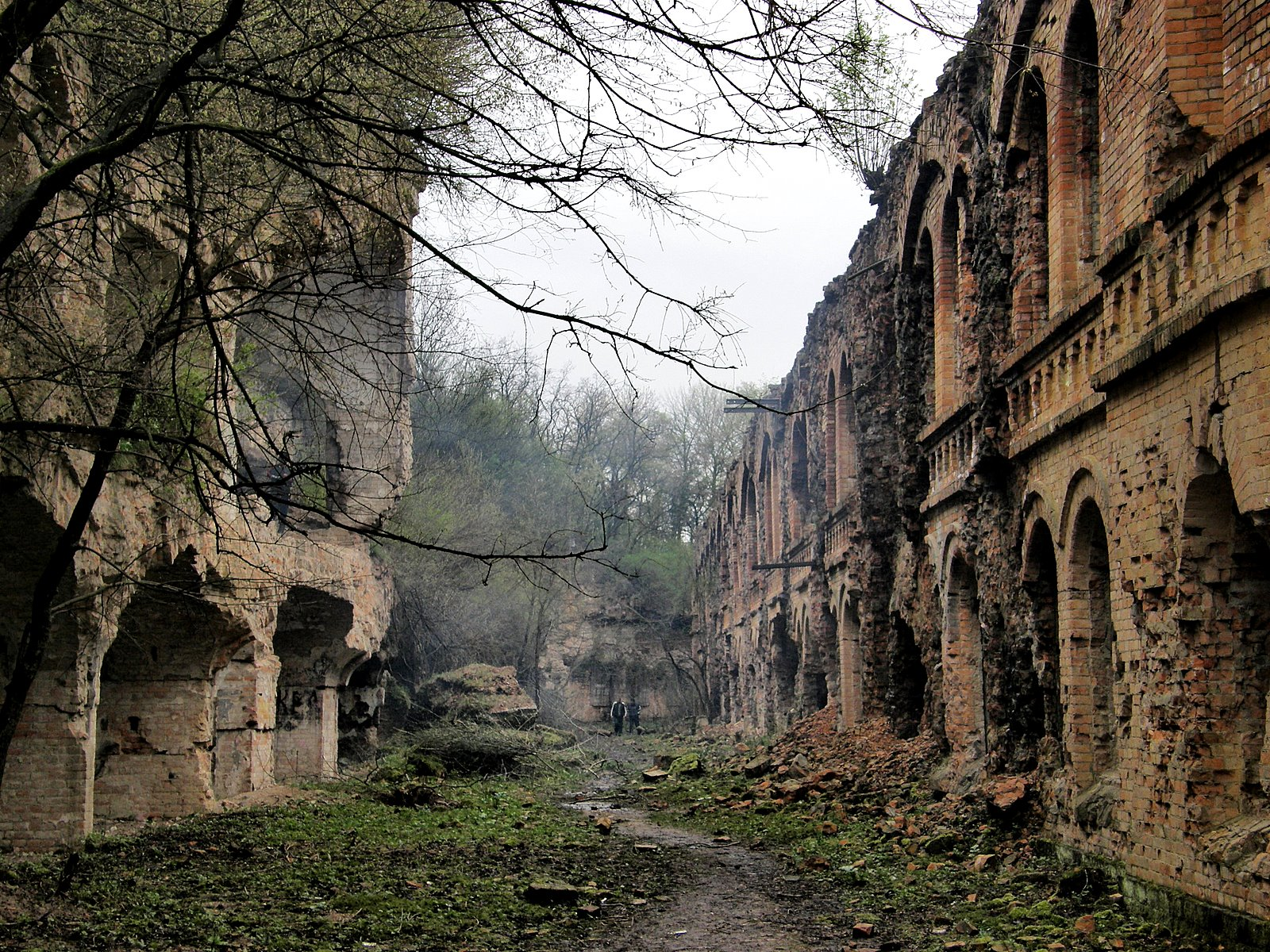
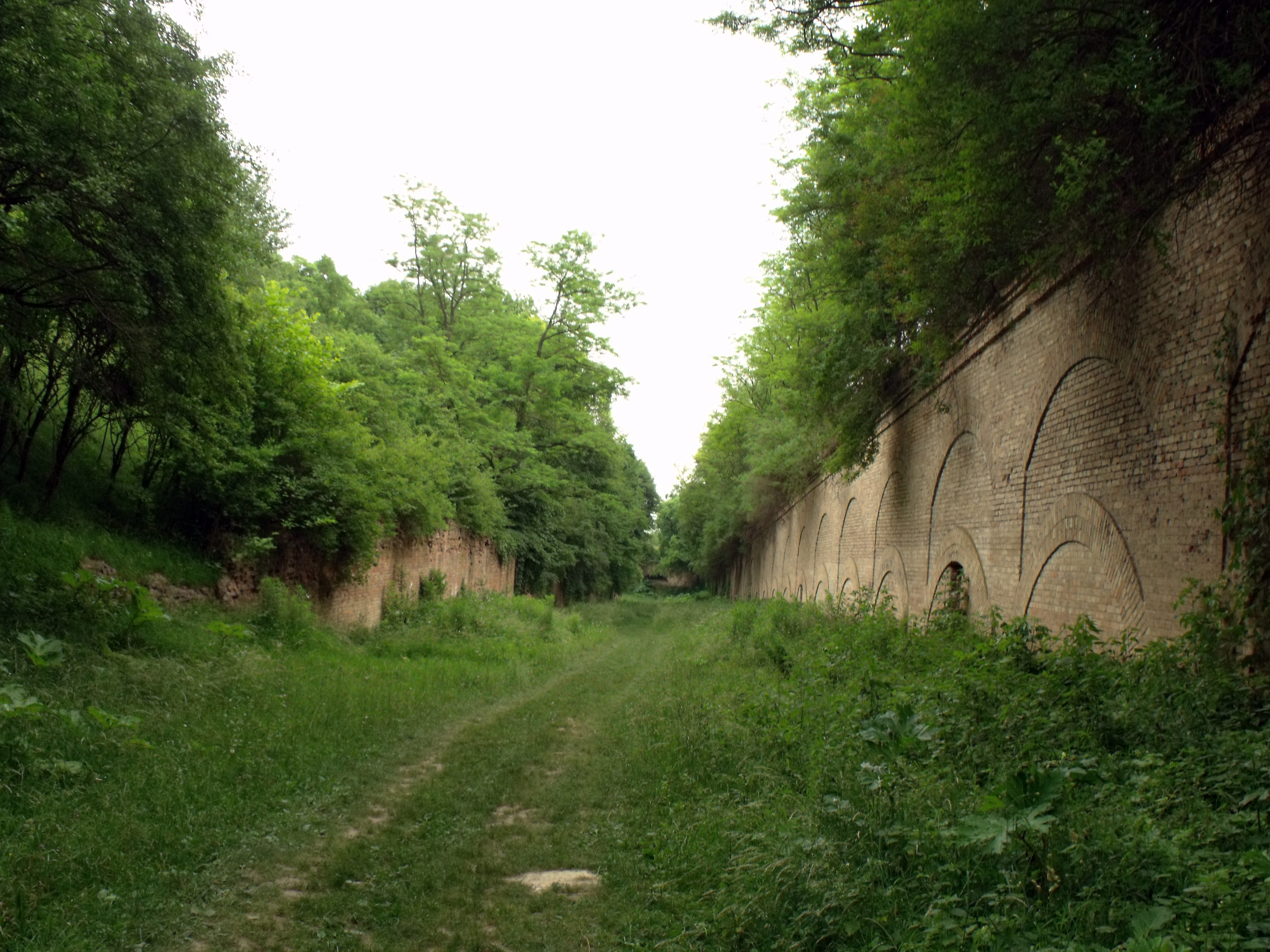
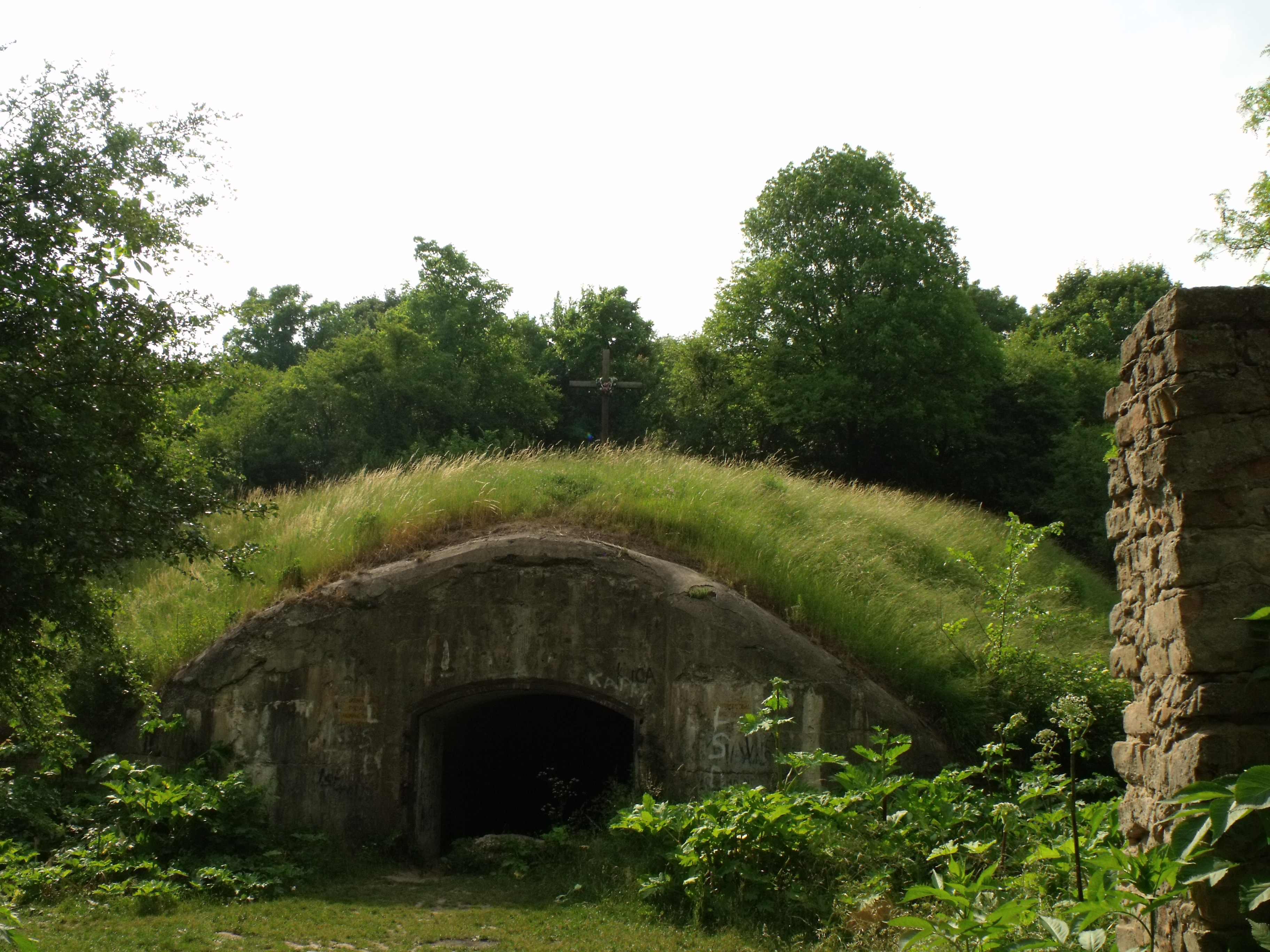
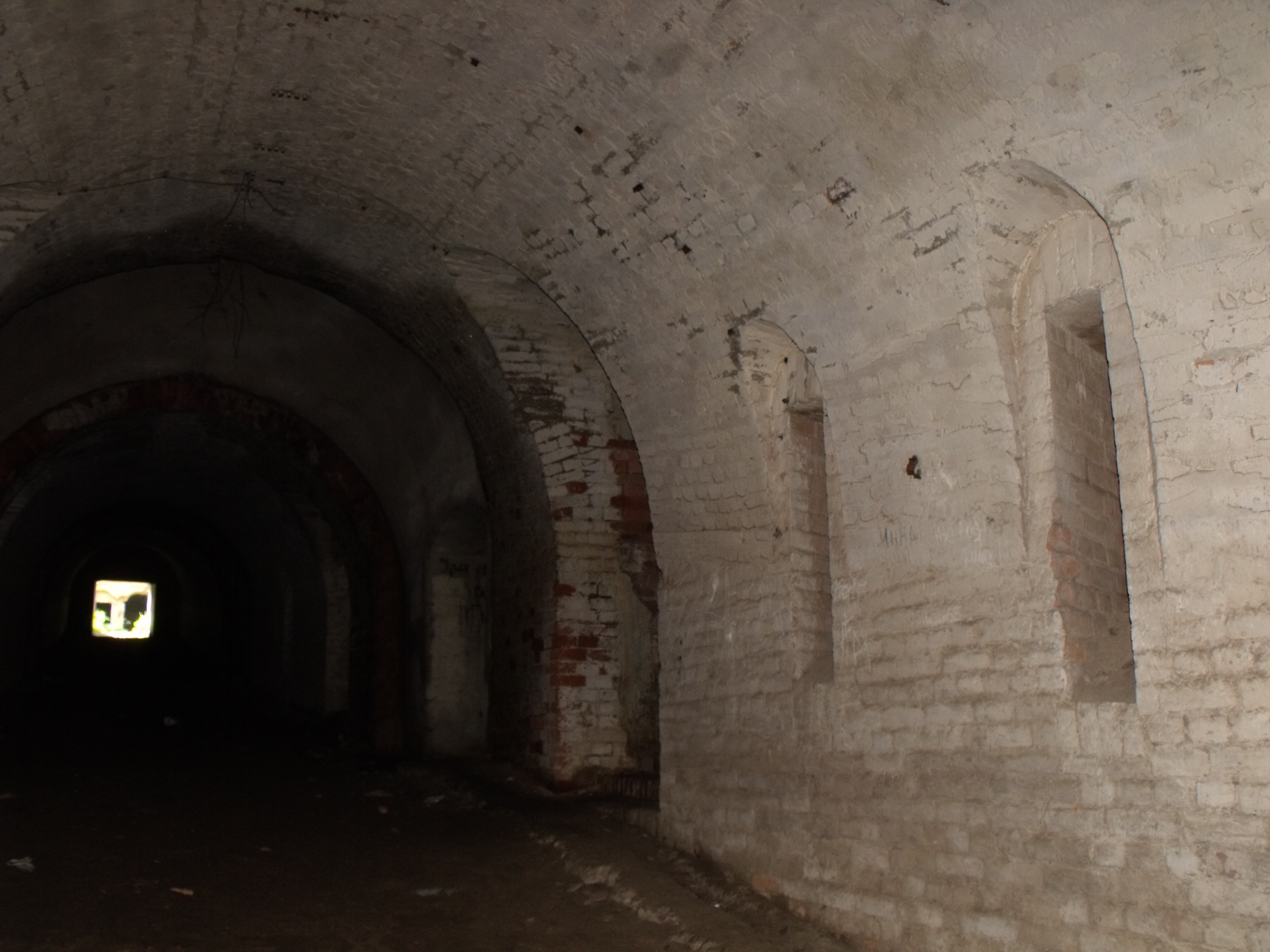
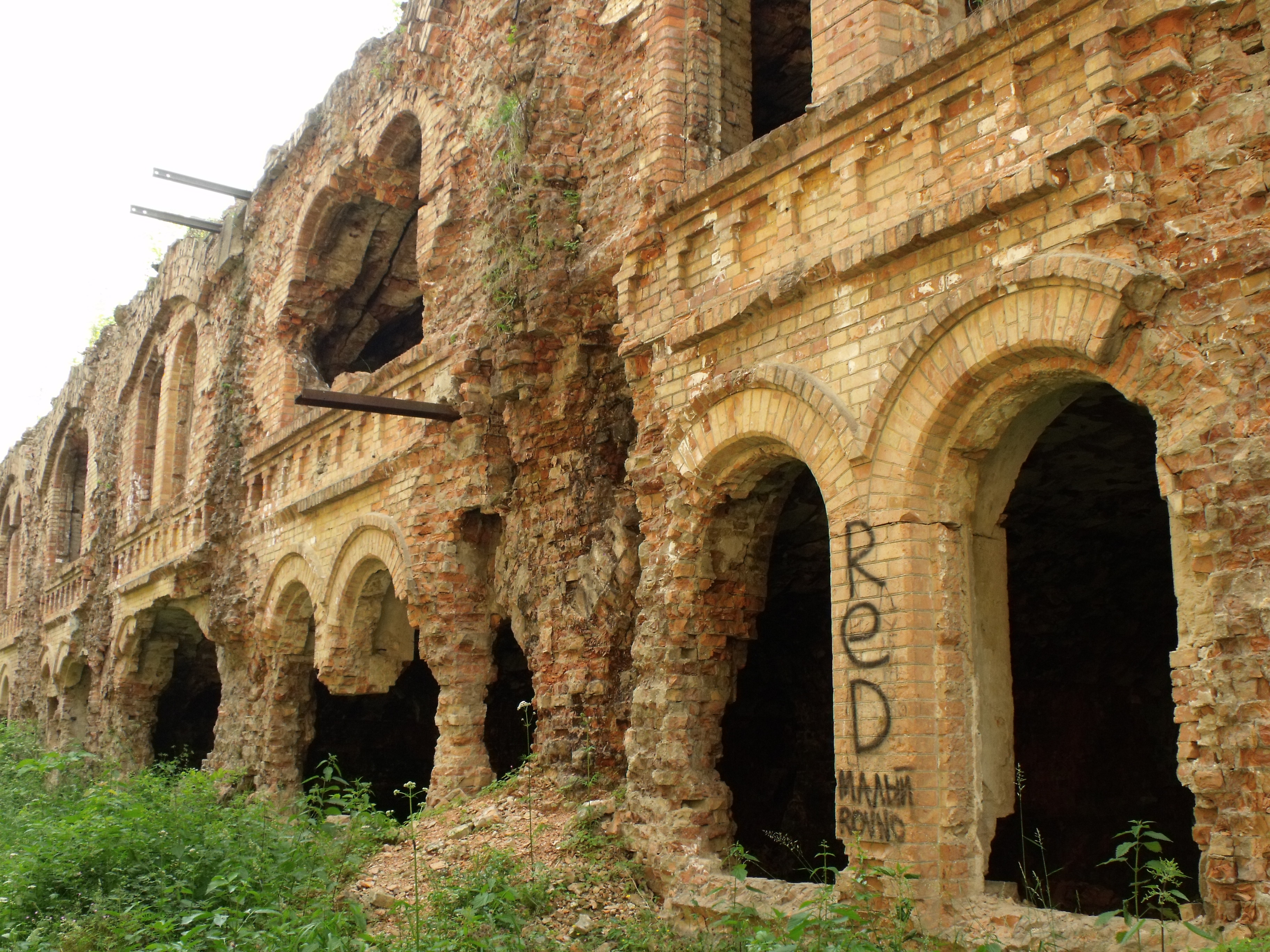
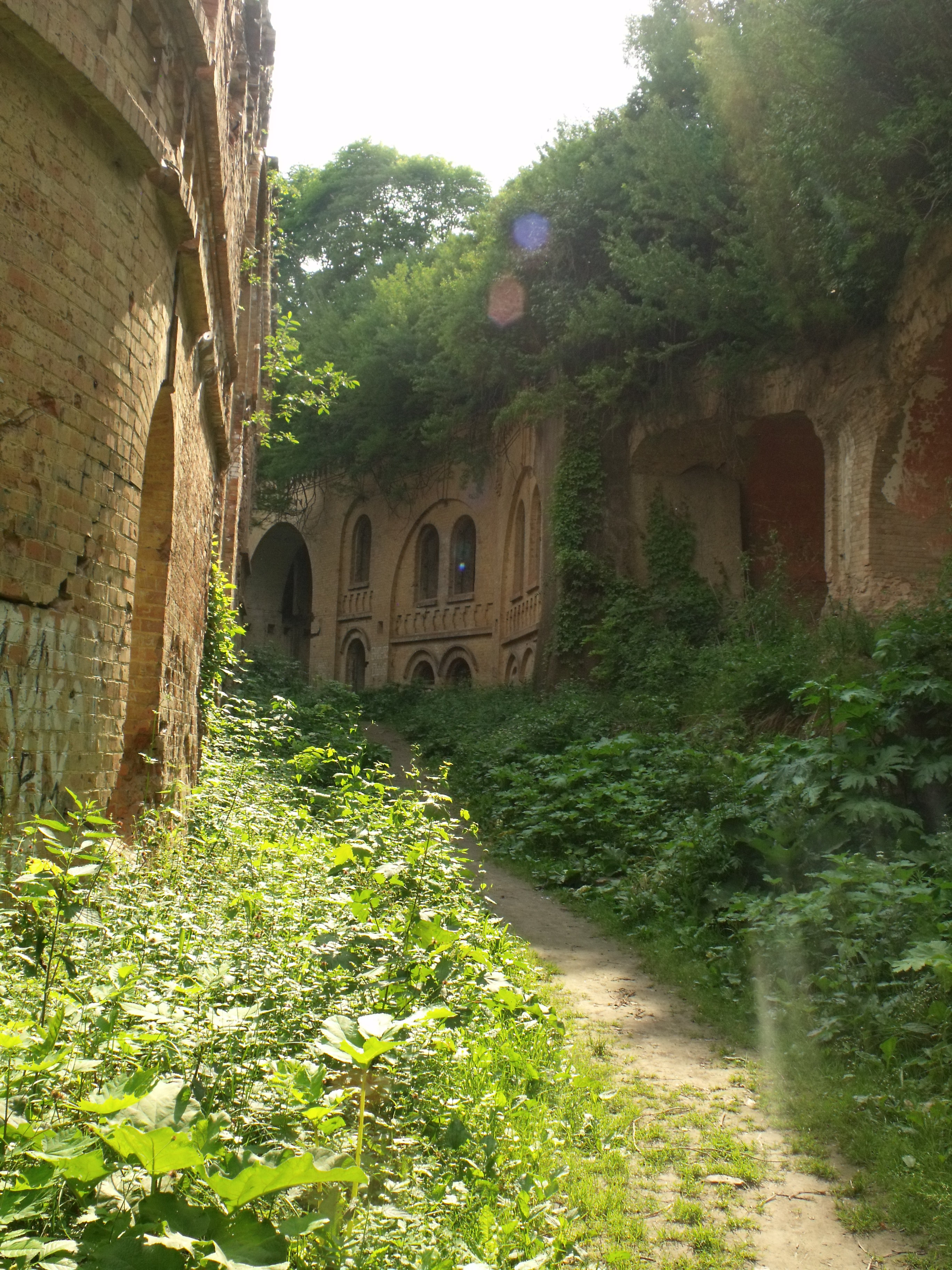
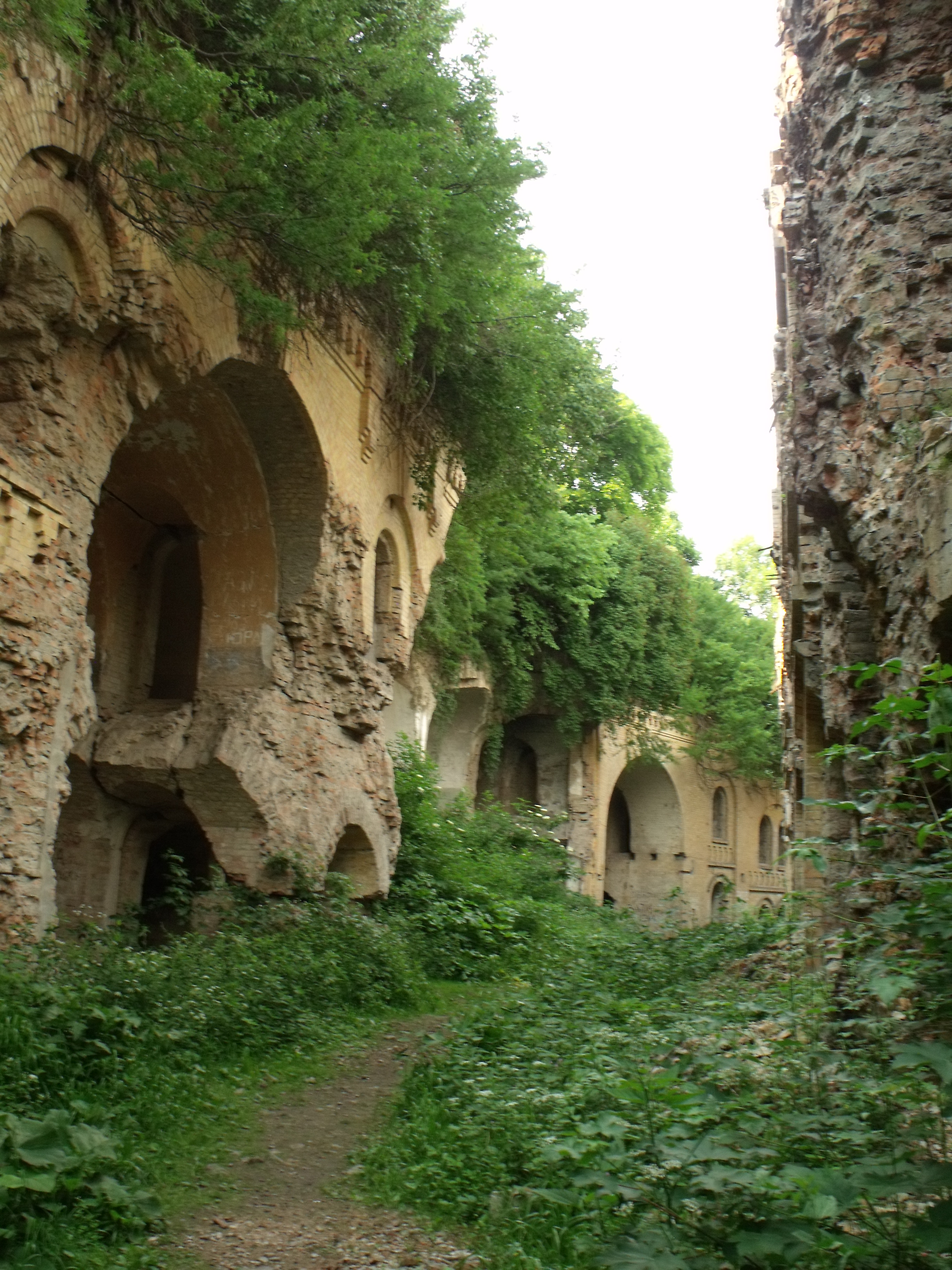
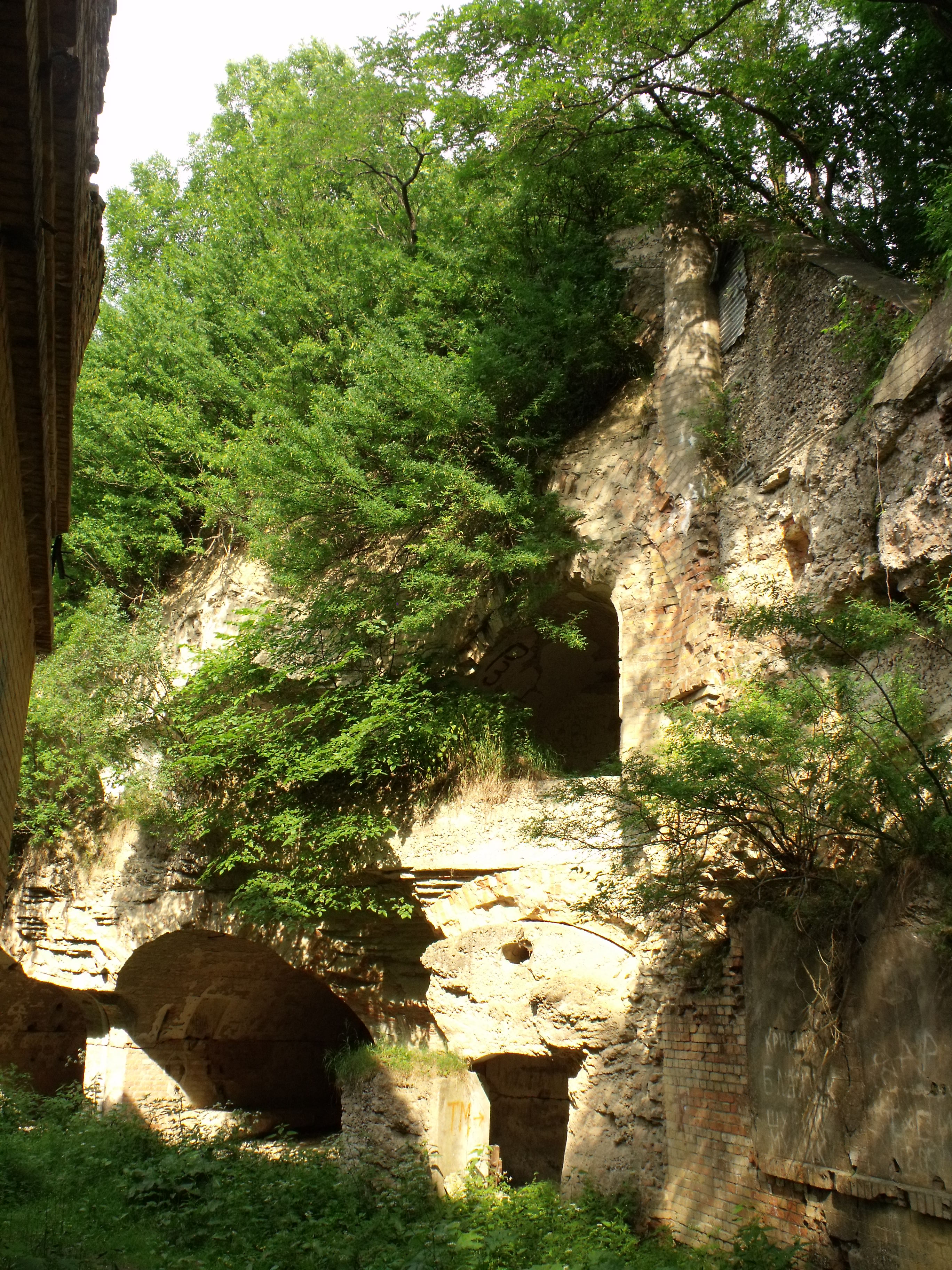
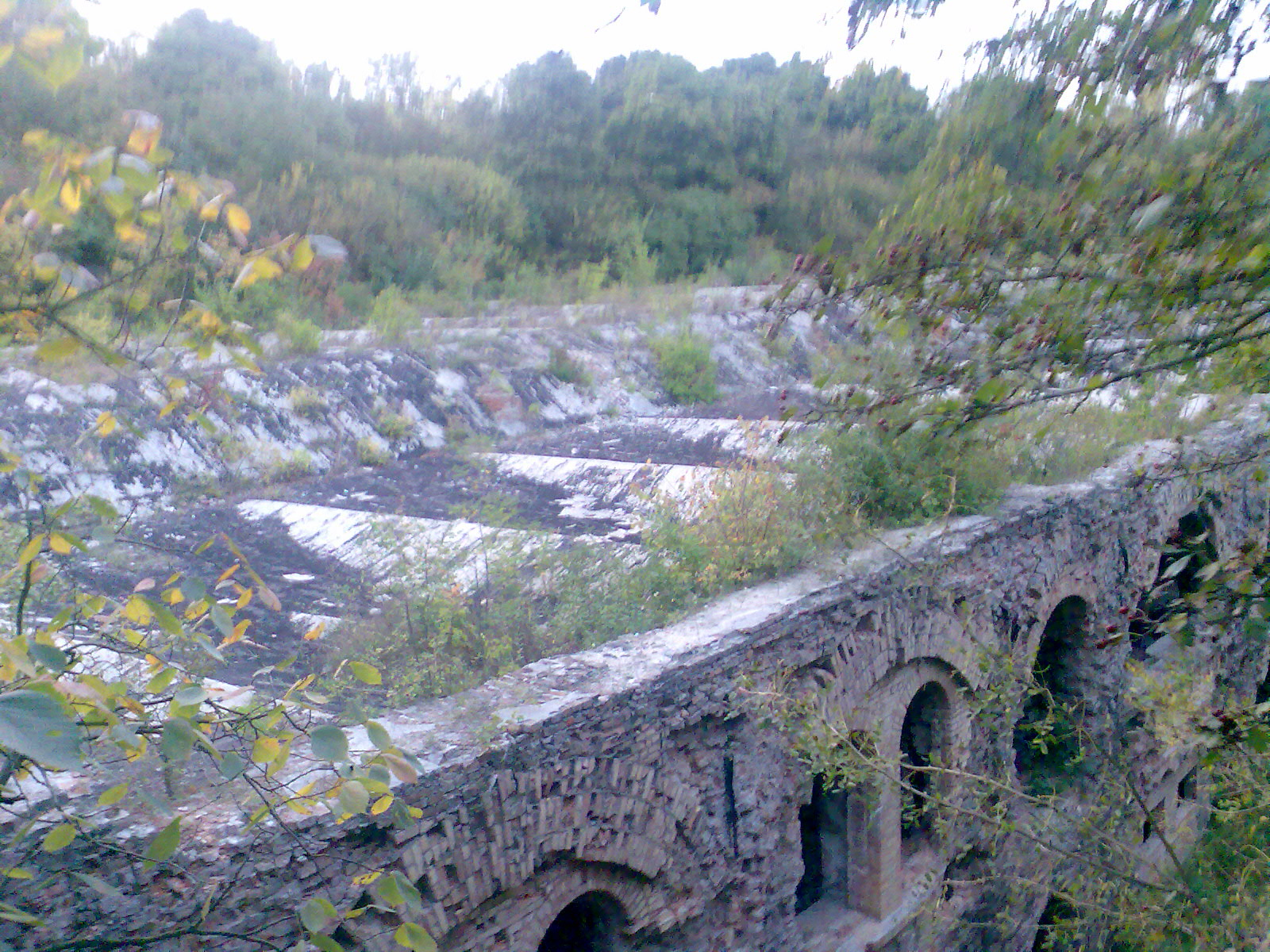
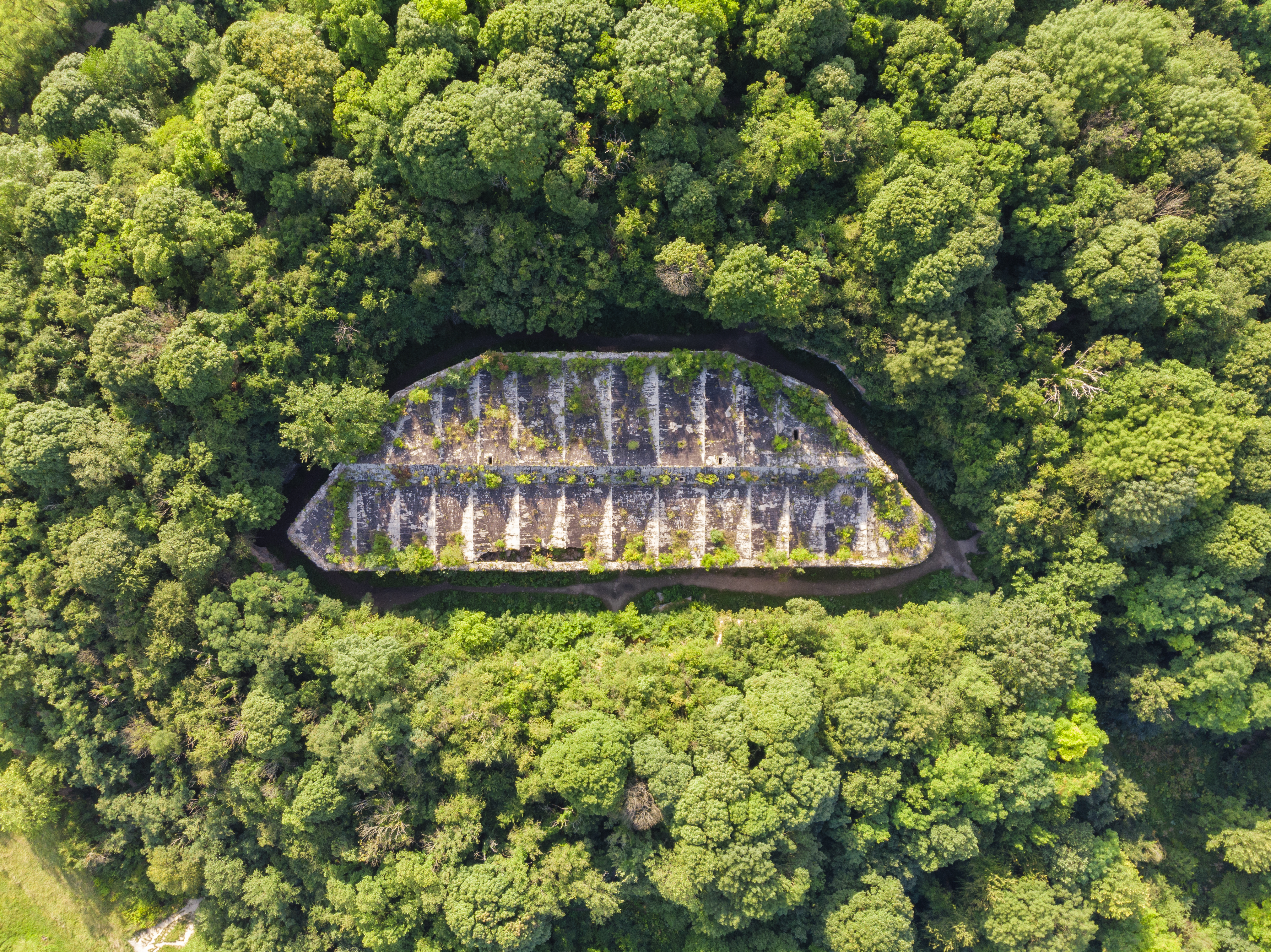